# Piz Pazzola
Il Piz Pazzola è una montagna delle Alpi Lepontine svizzere, situata nei pressi della frazione di Sedrun, nel Canton Grigioni. Si trova sulla catena montuosa a ovest della Val Medel.